# Barycnemis frigida
Barycnemis frigida là một loài tò vò trong họ Ichneumonidae.